# Centro di geodesia spaziale Giuseppe Colombo
Il Centro di geodesia spaziale dell'Agenzia Spaziale Italiana, dedicato all'astronomo Giuseppe Colombo, è sito nel Comune di Matera, a circa 10 chilometri ad est della provincia lucana, sul limite occidentale delle Murge.
Il Centro di geodesia spaziale (CGS) è stato inaugurato nel 1983 grazie ad uno sforzo congiunto del Piano spaziale nazionale del CNR, della Regione Basilicata e della NASA. Oggi al CGS lavorano circa 100 persone in una struttura di oltre 5000 m². Gli sforzi del centro si concentrano nell'osservazione della Terra per mezzo di tecnologie spaziali avanzate (geodesia spaziale e rilevazioni remote) e di metodi d'osservazione ad alta tecnologia (telemetria laser satellitare geodetica o SLR, radio-interferometro a lunghissima base o (VLBI) a cui contribuisce tramite una parabola di 20 m, localizzazione GPS, tracciamento orbitale PRARE). All'interno del Centro Spaziale vi è il Matera Laser Ranging Observatory, telescopio laser utilizzato per determinare le orbite esatte di satelliti artificiali e ricavare misure geodetiche ad alta precisione. Il CGS ha recentemente trattato altri campi, in modo particolare la tecnologia robotica e le missioni spaziali interplanetarie.
Telespazio è, fin dal 1983, responsabile della gestione operativa. L'ambiente creatosi ha favorito l'insediamento del consorzio industriale TELAER, mentre altre aziende (Tecnomare, Geocart) stanno perfezionando convenzioni con l'ASI per aprire proprie sedi distaccate presso il CGS. La geodesia spaziale è stato il primo programma del CGS. La compresenza di tutte le metodologie osservative rende il CGS una delle pochissime stazioni fondamentali della rete mondiale, di importanza critica per la comprensione della tettonica del bacino del Mediterraneo e di un gran numero di parametri geofisici e geodinamici, nonché per la materializzazione del Terrestial Reference Frame internazionale. La stessa strumentazione viene, inoltre, utilizzata per altri tipi di attività, tra le quali la navigazione spaziale, l'astrometria e la radioastronomia. In aggiunta, il programma di robotica spaziale dell'ASI ha nel CGS il sito naturale per attività di simulazione e test a terra di dispositivi robotici, utilizzati anche per le missioni interplanetarie; per tali attività è stato pressoché completato un grande laboratorio dedicato. Il centro fa parte dei Servizi Internazionali di Ranging Laser; è inoltre fortemente attivo nell'ambito del sistema COSMO-SkyMed.
Nel 2009 è stato raggiunto un accordo tra l'Agenzia Spaziale Italiana e la Regione Basilicata per il potenziamento delle attività del centro, con la costituzione di una cittadella dello spazio. Le strutture ed attività del centro saranno ampliate ed integrate con la creazione di un centro di eccellenza per l'interpretazione dei dati di osservazione della Terra rilevati da satellite (Cidot), di una rete di telerilevamento per il monitoraggio del territorio, di un centro permanente per l'alta formazione, di un parco scientifico e spaziale.
Al suo interno nel gennaio 2021 è stato inaugurato il planetario "città delle Stelle" l'osservatorio astronomico della città di Matera.